# Řády, vyznamenání a medaile Vietnamu

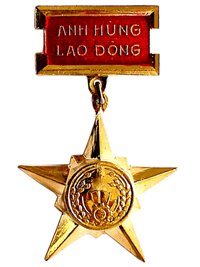
Hrdina práce

Státní vyznamenání Vietnamu jsou řízena zákonem č. 15/2003/QH11. Slouží jako hybná síla pro mobilizaci, přilákání a povzbuzení jednotlivců i kolektivů, pro rozvoj vlastenectví, dynamiky a kreativity ve snaze dobře plnit svěřené úkoly. Systém se skládá z čestných titulů, řádů, medailí a státních cen.

## Čestné tituly
Čestné tituly jsou udíleny jednotlivcům i kolektivům za mimořádný přínos k budování státu a obraně národa.
- Vietnamská Matka hrdinka (Bà mẹ Việt Nam anh hùng) – Tento čestný titul byl založen roku 1994. Udílen je matkám, které se mnohokrát zasloužily či obětovaly ve jménu národního osvobození, budování státu a obrany a při plnění mezinárodních závazků.
- Hrdina lidových ozbrojených sil (Anh hùng lực lượng vũ trang nhân dân) – Tento čestný titul byl založen roku 1955. Udílen je za výjimečně vynikající úspěchy v boji, bojové službě a práci, za revoluční hrdinství ve věci národního osvobození, národní obrany a ochrany lidí.
- Hrdina práce (Anh hùng lao động) – Tento čestný titul byl založen roku 1970. Udílen je občanům Vietnamu i cizincům za kolektivní či individuální odvážnou a kreativní práci a za zvláště vynikající úspěchy ve výrobě či jiné pracovní činnosti.[2]

## Řády
Řády se udílí jednotlivcům i kolektivům za službu státu či za úspěchy s přínosem pro budování národa a obrany země.
- Řád zlaté hvězdy (Huân chương Sao Vàng) byl založen dne 6. června 1947. Udílen je občanům Vietnamu a cizím hlavám států za mimořádné a výjimečné prorevoluční služby straně a vlasti. Udílen je i za zásluhy v politické, ekonomické, sociální, technologické, diplomatické, vědecké, vojenské a kulturní oblasti.[3]
- Řád Ho Či MIna (Huân chương Hồ Chí Minh) byl založen dne 6. června 1947. Udílen je občanům Vietnamu i cizincům za mimořádné služby státu. Příslušníkům vietnamských ozbrojených sil je udílen za činy hrdinství během akce proti nepříteli.[4]
- Řád nezávislosti (Huân chương Độc lập) byl založen dne 6. června 1947. Udílen je občanům Vietnamu i cizincům za mimořádně vynikající výsledky v různých oblastech lidské činnosti.[5]
- Řád za vojenské úspěchy (Huân chương quân công) byl založen dne 15. května 1947. Udílen je občanům Vietnamu i organizacím za vynikající a statečné činy v boji, bojové službě, výcviku, budování sil, upevňování obrany a bezpečnosti lidí či za hrdinské obětování svého života.
- Řád práce (Huân chương lao động) byl založen dne 1. května 1950. Udílen je občanům Vietnamu za mimořádné úspěchy v práci a za kreativitu a národní pokrok.[6]
- Řád obrany vlasti (Huân chương bảo vệ tổ quốc) byl založen dne 26. listopadu 2003. Udílen je jednotlivcům i kolektivům za úspěchy při výcviku a budování vietnamských sil, za posilování všelidové obrany a bezpečnosti.
- Řád zdatnosti (Huân chương chiến công) byl založen dne 15. května 1947. Udílen je občanům Vietnamu za mimořádný bojový výkon nebo za vynikající bojovou službu.
- Velký řád národní jednoty (Huân chương Đại đoàn kết dân tộc) byl založen dne 26. listopadu 2003. Udílen je občanům Vietnamu za velmi záslužnou službu při budování národní jednoty.
- Řád za statečnost (Huân chương Dũng cảm) byl založen dne 26. listopadu 2003. Udílen je občanům Vietnamu za hrdinské činy při záchraně lidského života a státního majetku.
- Řád přátelství (Huân chương Hữu nghị) byl založen dne 26. listopadu 2003. Udílen je cizincům za významný přínos budování, posilování a rozvoji přátelství mezi Vietnamem a dalšími zeměmi.

## Medaile
Medaile jsou udíleny úředníkům, profesionálním vojákům, zaměstnancům či příslušníkům policie, a to občanům Vietnamu i cizincům, za přínos k budování státu a obrany země.
- Medaile vojenské vlajky s odhodláním vyhrát (Huy chương quân kỳ quyết thắng) byla založena dne 27. října 1984. Udílena je vojákům za minimálně dvacet pět let služby.
- Medaile za národní bezpečnost (Huy chương vì an ninh tổ quốc) byla založena dne 26. listopadu 2003. Udílena je policistům za minimálně dvacet pět let služby.
- Medaile slavného bojovníka (Huy chương chiến sĩ vẻ vang) byla založena dne 12. září 1961. Udílena je vojákům a pracovník v obraně.
- Medaile přátelství (Huy chương hữu nghị) byla založena dne 26. listopadu 2003. Udílena je cizincům, kteří pracovali ve Vietnamu po určitou dobu a znamenali pro tuto zemi značný přínos.

## Státní ceny
- Státní cena Ho Či Mina
- Státní cena Vietnamu